# Фёдоровский район (Ростовская область)
Фёдоровский район Ростовской области — административно-территориальная единица в составе Ростовской области РСФСР, существовавшая в 1924—1957 годах. Административный центр — село Фёдоровка.

## История
Фёдоровский район был образован в 1924 году и входил в Таганрогский округ.
30 июля 1930 Таганрогской округ, как и большинство остальных округов СССР, был упразднён. Его районы отошли в прямое подчинение  Северо-Кавказского края. Территория Фёдоровского района вошла в состав Матвеево-Курганского района.
13 сентября 1937 года Фёдоровский район вошёл в состав Ростовской области.
В ноябре 1953 года район был упразднён, и его территория отошла в Неклиновский район.